# Uitvoerder
De uitvoerder van een bouwproject is degene die dagelijks op de bouwplaats aanwezig is om namens de de aannemer van het project leiding te geven aan het bouwproces.

## Taken
De taken van de uitvoerder bestaan uit de volgende, praktische taken:
- het bewaken van de overallplanning
- het opstellen van detailplanningen (ruwbouw-, afbouw- en 6 wekenplanningen)
- het bewaken van de bestede manuren.
- het houden van kwaliteitscontroles op aangevoerde materialen en gemaakte onderdelen op het werk.
- het houden van veiligheidsinspecties en het zorg dragen voor de naleving hiervan.
- het maken van leverschema's voor prefab onderdelen.
- het uitzetten (aangeven waar het gebouw moet komen)
- werkregelen (zeggen wanneer wat gedaan moet worden)
- materialen uittrekken (aan de hand van tekeningen berekenen hoeveel materiaal benodigd is)
- materialen bestellen of afroepen (afroepen is doorgeven welke materiaal, hoeveel en wanneer geleverd moeten worden)
- technische oplossingen geven in overleg met de opzichter
- verdelen van het werk onder het aanwezige personeel
- regelen van nieuw personeel bij tekorten of start nieuwe werkzaamheden
- overplaatsen personeel naar andere werken
- overzicht houden over de te verrichtten werkzaamheden, hun geplande volgorde, hun moeilijkheidsgraad en leveringsproblematiek
- aanspreekpunt over uitvoeringsaspecten maar ook op sociaal niveau
- coördineren en regelen van werken door onderaannemers of derden
- fungeren als veiligheidsfunctionaris.

De uitvoerder heeft ook administratieve taken:
- het bijhouden van de planlijn (actuele stand) op de overallplanning.
- het maken van een detailplanning (+/− 12 weken vooruit)
- het opstellen en bijhouden van het uitvoerdersdagboek.
- het up to date houden van het 'Project Kwaliteits Plan'
- het actualiseren van het V&G plan (Veiligheid & Gezondheidsplan)
- het bijhouden en coderen van gewerkte uren
- het bijhouden van de werknemersadministratie
- registratie van de aangevoerde materialen voor de risicoregeling
- het bijhouden van de productie van de onderaannemers
- het uitschrijven van bonnen van gemaakte producties voor onderaannemers
- het bijhouden van meer- en minderwerk
- het doen van de productieopgave voor de kostenbewaking
- het bijhouden van tijdschema’s
- het deelnemen aan bouwvergaderingen
- het leiden van onderaannemersvergaderingen.

## Benodigde eigenschappen
Hij/zij moet technisch inzicht hebben, goed kunnen plannen en organiseren, de voortgang van het proces kunnen bewaken, kwaliteitsgericht en stressbestendig zijn en mensen kunnen begeleiden (aansturen team).
Om deze taken goed te kunnen uitvoeren, moet de uitvoerder goed vooruit kijken en inspelen op de te verwachten omstandigheden.

## Verantwoordelijkheden
Het organiseren van het werk op de bouwplaats is een van de belangrijkste taken van de 
uitvoerder. Hierbij wordt hij ondersteund door de projectleider, de werkvoorbereider, de personeelsorganisator en de directie van het bouwbedrijf. 
De uitvoerder of de personeelsfunctionaris van het bedrijf weet welk personeel waar ingezet kan worden. Niet iedere timmerman kan goed funderingswerken uitvoeren, deuren afhangen of uitslagen van dakconstructies maken. De uitvoerder moet dus weten met hoeveel personeel en met welke vaardigheden en in welke tijd een onderdeel van het werk kan worden uitgevoerd. 
De uitvoerder moet ervoor zorgen dat er op de juiste tijd de benodigde materialen en materieel aanwezig zijn. De afdeling inkoop van het bouwbedrijf heeft deze over het algemeen al ingekocht en op afroep staan.  
Het op de juiste tijd afroepen is een belangrijke zaak. Dit omdat veel materialen een onverwachte, vaak lange levertijd hebben. Het op de juiste plaats laten afleveren van materiaal en materieel heeft als voordeel dat het later niet onnodig moet worden verplaatst. Dit kan heel wat tijdwinst opleveren. Ook is het belangrijk dat de uitvoerder niet te veel materiaal of materieel tegelijk laat aanvoeren op het werk, dit kan dan in de weg gaan staan, beschadigen of gestolen worden.
Ook moet de uitvoerder de voor- of achterstand op het werk, of onderdelen daarvan, bijhouden en daaruit conclusies trekken. Opgelopen achterstanden dienen zo mogelijk weggewerkt te worden. Dit kan betekenen dat er meer of minder personeel ingezet gaat worden.